# サイド・バイ・サイド (モータースポーツ)
サイド・バイ・サイド（英: side by side）とは、モータースポーツにおいて2台のレース車両が左右に並んだ状態を指す表現である。これは車輪が露出しているフォーミュラカーに対してはホイール・トゥ・ホイール（wheel to wheel）が使われる。

## 概要
サイド・バイ・サイドの状態は、主にレース中に2台のマシンが順位を争う過程で発生する。一般的に2台が接近して並ぶ状態を指し、2台がコースの両端にいる場合は該当しない。
その定義はカテゴリーによって異なるが、少なくとも後方車の前輪車軸が前方車の後輪車軸より前にある状態がサイド・バイ・サイドと呼ばれる。
ヨーロッパ式のサーキットではコーナーに侵入する前に減速が必要なため、自動車競技においてサイド・バイ・サイドはストレート区間で一時的に見られるものである。オートバイ競技ではコーナーでもサイド・バイ・サイドで順位を争う場面が頻繁に見られる。アメリカのオーバルトラックではコーナーにバンク（角度）がついているため、コースによっては1周を通じてサイド・バイ・サイドの状態でレースが展開される。
サイド・バイ・サイドの状態では2台のマシンの間に乱気流が発生するため、単独走行走行時より最高速度や加速力が低下する。また、一方がスピンすれば当然もう一方は巻き込まれるため、特に速度域の高いオーバルトラックでは後続も巻き込み多重クラッシュのきっかけになる。

### 3台以上のサイド・バイ・サイド
モータースポーツの順位争いは2台で行われるが、中には3台以上が順位を争う場面がある。この場合は並んでいる台数に応じて「◯ワイド」という表現が使われる(例：3台が並ぶ=3ワイド)。オーバルトラックではレース終盤に3ワイドや4ワイドが見られることがある。台数が多いほど危険性も高く、1台がバランスを崩せば10台規模の大きなクラッシュに発展する。